# Кубок Вірменії з футболу 2011
Кубок Вірменії з футболу 2011 — 20-й розіграш кубкового футбольного турніру у Вірменії. Володарем кубка вшосте стала Міка.

## Чвертьфінали
Перші матчі відбулися 10-11 березня, а матчі-відповіді — 14-15 березня 2011 року.
| Команда 1 | Заг. | Команда 2         | 1-й матч | 2-й матч |
| --------- | ---- | ----------------- | -------- | -------- |
| Уліссес   | 2:0  | Арарат            | 1:0      | 1:0      |
| Бананц    | 3:1  | Гандзасар (Капан) | 3:0      | 0:1      |
| Ширак     | 2:1  | Пюнік             | 1:1      | 1:0      |
| Міка      | 5:2  | Імпульс           | 3:0      | 2:2      |

## Півфінали
Перші матчі відбулися 30 березня і 6 квітня, а матчі-відповіді — 20 і 27 квітня 2011 року.
| Команда 1 | Заг. | Команда 2 | 1-й матч | 2-й матч |
| --------- | ---- | --------- | -------- | -------- |
| Міка      | 4:3  | Бананц    | 3:3      | 1:0      |
| Ширак     | 2:1  | Уліссес   | 0:1      | 2:0      |

## Фінал
| 11 травня 2011 17:00 (CET) |

| Ширак       | 1:4      | Міка                                                        |
| ----------- | -------- | ----------------------------------------------------------- |
| Барікян 42' | Протокол | Алекс Енріке да Сілва 16' Бегларян 35', 67' Дун Фанчжуо 90' |

| Республіканський стадіон імені Вазгена Саркісяна, Єреван Глядачів: 9 300 Арбітр: Давід Фернандес Борбалан (Іспанія) |